# Олалья, Хесус
Хесус Олалья Ираэта (исп. Jesús Olalla Iraeta, родился 15 июля 1971 года в Ируне) — испанский гандболист, выступавший на позиции разыгрывающего; дважды бронзовый призёр Олимпийских игр 1996 и 2000 годов.

## Игровая карьера
Олалья начинал выступать в команде «Бидасоа Ирун», дебютировал с ней в 1990 году в Лиге АСОБАЛ. Вышел в финал Кубка обладателей кубков 1990/1991, где проиграл «Мильбертсхофену». В том же году он выиграл Кубок Испании, а в 1993 году — кубок ASOBAL. Перешёл в «Барселону», с которой дважды завоевал Кубок обладателей кубков, выиграл чемпионат Испании и Лигу чемпионов. Вернулся в 1996 году в «Ирун», с которым выиграл в третий раз Кубок кубков. С 1998 по 2001 годы представлял «Сан-Антонио», с которым выиграл Кубок короля, Кубок обладателей кубков и Лигу чемпионов.
В 2001 году Олалья уехал в Германию в клуб «Валлау-Массенхайм». Проведя один сезон, он вернулся в Испанию, в «Алькобендас». Карьеру завершил в клубе «Кантабрия» из Сантандера.
В составе сборной Испании Олалья дебютировал в 1991 году, сыграв 176 игр и забил 235 голов. Последнюю игру провёл 15 июня 2003 года. Дважды бронзовый призёр Олимпиад (1996 и 2000), дважды серебряный призёр чемпионатов Европы (1996 и 1998), бронзовый призёр чемпионата Европы 2000 года.
В настоящее время Хесус Олалья работает юристом в Мадриде.

## Достижения

### Клубные
- Чемпион Испании: 1996
- Победитель Кубка Короля: 1991, 1994, 2001
- Победитель Кубка ASOBAL: 1993, 1995, 1996
- Победитель Суперкубка Испании: 1994
- Чемпион Каталонии: 1994, 1995
- Победитель Кубка кубков: 1994, 1995, 1997, 2000, 2004
- Победитель Лиги чемпионов: 1996, 2001

### В сборной
- Бронзовый призёр Олимпийских игр: 1996, 2000
- Серебряный призёр чемпионата Европы: 1996, 1998
- Бронзовый призёр чемпионата Европы: 2000